# Тайбер Павло Абрамович
Павло́ Абра́мович Та́йбер (нар. 16 лютого 1940, Харків — пом. 2017) — український художник і педагог; член Харківської організації Спілки радянських художників України з 1978 року. Заслужений художник України з 1992 року.

## Біографія
Народився 16 лютого 1940 року у місті Харкові (нині Україна). Упродовж 1958—1963 років навчався у Харківському художньому училищі; у 1963—1971 роках — у Харківському художньо-промисловому інституті.
З 1979 року викладав у Харківському художньо-промисловому інституті. 1995 року виїхав до США. Помер у 2017 році.

## Твори
Монументальний живопис
- «Достаток» (1973);
- «Навчання і праця» (1974);
- «Енергія» (1977);

Станковий живопис
- «Мій Седнів» (1971);
- диптих «Літо» (1972; Лебединський художній музей)[2];
- «Наталка» (1974);
- «Плоди Куби» (1977);
- цикл «Ігри мого дитинства» (1980—1990).

Брав участь у республіканських, всесоюзних та зарубіжних виставках з 1978 року. Персональні виставки відбулися у Харкові у 1973, 1976, 1978, 1980, 1986, 1987, 1993 роках; Києві у 1988 році; Москві у 1981, 1982 роках; Мальмьо (Швеція) у 1990, 1992 роках; Лос-Алтосі (США) у 1992 році.